# André Gladu
Pour les articles homonymes, voir Gladu.
André Gladu, né en 1945 à Ottawa, est un producteur de cinéma, réalisateur et scénariste québécois d'origine franco-ontarienne. Il est le fils du critique d'art Paul Gladu. Son œuvre, centrée sur des sujets artistiques, est dominée par la monumentale série ethnographique intitulée Le Son des Français d'Amérique, dont il est l'initiateur et qu'il coréalise avec Michel Brault. Cette série est inscrite au registre Mémoire du monde de l'UNESCO.

## Biographie
Son père, Paul Gladu, est un critique d'art reconnu, auteur notamment d'essais sur le peintre René Richard et le sculpteur Stanley Lewis, tandis que sa mère est pianiste de formation classique. Ce cadre familial est le terreau lui permettant de développer une sensibilité artistique et culturelle. Il grandit à Sainte-Rose, en banlieue de Montréal, sa famille habitant pendant trois ans dans la maison d'Alfred Pellan, qui est un ami de son père.
En 1972 il réalise un premier film, Le Reel du pendu, au sein de l'Office national du film du Canada. Tourné au Québec, en Acadie et en Louisiane, ce documentaire préfigure l'ensemble de l'œuvre de Gladu, puisqu'il contient le germe de ce qui deviendra Le Son des Français d'Amérique.
En 1974, Gladu s'allie donc à Michel Brault pour réaliser 13 épisodes de la série documentaire Le Son des Français d'Amérique. Les cinéastes amorcent ainsi un travail majeur sur la culture populaire du Québec, d'Acadie et de Louisiane, filmant quantité de musiciens traditionnels comme le violoneux saguenéen Louis « Pitou » Boudreault et le chanteur louisianais Zachary Richard. C'est la musique des opprimés et des travailleurs qui est mise de l'avant, la musique comme gage de survivance et outil de liberté. Le succès de la première série permet la mise en production de 14 nouveau épisodes, l'ensemble formant une fresque impressionnante, témoignage d'une vitalité culturelle exceptionnelle.
Cette série forme l'axe central de la filmographie de Gladu, qui la complètera en réalisant plusieurs films satellites (Zarico; Noah), qui continuera de s'intéresser aux musiciens (Liberty Street Blues; Champion Jack Dupree; «Snooks») et qui abordera la francophonie en Amérique du nord dans une série de deux films: Tintamarre -- la piste d'Acadie en Amérique et Marron -- la piste créole en Amérique.
Entre 1979 et 1981, le cinéaste consacre deux films aux moulins à vent. C'est d'abord La pointe du moulin, documentaire didactique retraçant la reconstruction du moulin de l'île Perrot, au Québec, puis le plus ambitieux Les dompteurs de vent, pour lequel il va de l'Île-aux-Coudres à la Beauce française, captant la parole des artisans meuniers et documentant cette forme d'ingénierie traditionnelle.
Gladu consacre ensuite deux films à des peintres liés à son village de Sainte-Rose: Marc-Aurèle Fortin (1888-1970) en 1983 et Pellan en 1986. En 1994, il réalise Gaston Miron (les outils d'un poète), documentaire consacré à l'auteur de L'Homme rapaillé. Puis, à l'occasion du centenaire du cinéma, il signe un documentaire en quatre parties retraçant l'histoire du cinéma québécois: La Conquête du grand écran.

## Œuvre
Le travail d'André Gladu est celui d'un documentariste attentif aux manifestations culturelles populaires. Avec Jean-Claude Labrecque, il est l'un des principaux cinéastes mémorialistes de la culture québécoise. Son intérêt pour la musique traditionnelle constitue l'axe central de sa filmographie et se déploie de manière à aborder l'héritage francophone en Amérique du Nord.
Son travail s'inscrit dans la foulée du cinéma direct québécois (comme en témoignent ses collaborations avec Michel Brault), même s'il utilise parfois des séquences de fiction, en particulier dans ses films consacrés aux peintres Marc-Aurèle Fortin et Alfred Pellan.

## Filmographie

### Producteur
- 1997 : Nos amours
- 2000 : Mon père
- 2000 : Aviature
- 2001 : Bacon, le film

### Réalisateur
- 1972 : Le Reel du pendu
- 1974-1980 : Le son des Français d'Amérique (série 1, 13 épisodes; série 2, 14 épisodes) coréalisé avec Michel Brault.
- 1979 : La Pointe du moulin
- 1981 : Les Dompteurs de vent
- 1983 : Marc-Aurèle Fortin (1888-1970)
- 1984 : Zarico
- 1985 : Noah
- 1986 : Pellan
- 1988 : Liberty Street Blues [12]
- 1991 : Champion Jack Dupree
- 1993 : « Snooks »
- 1994 : Gaston Miron, les outils du poète
- 1996 : La Conquête du grand écran
- 2004 : Tintamarre -- la piste d'Acadie en Amérique
- 2005 : Marron -- la piste créole en Amérique

### Scénariste
- 1984 : Zarico

## Récompenses et nominations

### Récompenses
- Prix du court et moyen métrage de l'Association québécoise des critiques de cinéma (AQCC), 1983
- Prix Anik 1983 Wilderness Meilleur documentaire télévisé au Canada SRC/CBC pour Marc-Aurèle Fortin 1988-1970
- Festival international du Film sur l'art FIFA, Montréal, mars 1986 : Prix Meilleure biographie d'artiste pour Pellan
- Festival du cinéma des Nuits cajun et zydeco de Saulieu, Bourgogne, France, 2001 : Prix du jury pour l'ensemble des films tournés en Louisiane
- Remise de l'Ordre des francophones d’Amérique par Le Conseil Supérieur de la langue française du Québec, Québec, septembre 2009[13]
- Lifetime Achievement Award du Festival Cinema on the Bayou pour son rôle de pionnier dans la documentation de la culture louisianaise francophone, en 2010
- Festival La Grande Rencontre de la Société pour la promotion de la danse traditionnelle québécoise (SPDTQ), Remise du Prix Aldor 2011
- Inscription au Registre international Mémoire du monde de l'UNESCO, CQ/CCU Comite consultatif international UNESCO, Paris octobre 2017, pour Le Son des Français d’Amérique
- Les Prix du Québec 2018 : Prix Albert-Tessier, catégorie culturelle pour l’ensemble de la carrière